# ハイAイースト
ハイAイースト（英語: High-A East）は、アメリカ合衆国に2021年のみ存在したマイナーリーグ（MiLB）のプロ野球リーグ。格付けはメジャーリーグ（MLB）の3つ下となるA+級。

## 歴史
2021年のシーズン開幕前に行われたマイナーリーグの再編に伴い、前年までサウス・アトランティックリーグだった6チーム、ニューヨーク・ペンリーグだった3チーム、カロライナ・リーグだった2チーム、ミッドウェストリーグだった1チームの、計12チームで誕生した。
2022年よりリーグ名が「サウス・アトランティックリーグ」に変更（復活）された。

## 所属チーム
| 地区   | チーム                                                   | MLB提携チーム                | 創設年 | 加入年 | 本拠地                                                                                          |
| ------ | -------------------------------------------------------- | ---------------------------- | ------ | ------ | ----------------------------------------------------------------------------------------------- |
| 北地区 | アバディーン・アイアンバーズ Aberdeen IronBirds          | ボルチモア・オリオールズ     | 1977年 | 2021年 | メリーランド州ハーフォード郡アバディーン レイドス・フィールド・アット・リップケン・スタジアム   |
| 北地区 | ブルックリン・サイクロンズ Brooklyn Cyclones             | ニューヨーク・メッツ         | 2001年 | 2021年 | ニューヨーク州ニューヨーク市ブルックリン区 メイモナイズ・パーク                                 |
| 北地区 | ハドソンバレー・レネゲーズ Hudson Valley Renegades       | ニューヨーク・ヤンキース     | 1994年 | 2021年 | ニューヨーク州ダッチェス郡フィッシュキル ダッチェス・スタジアム                                 |
| 北地区 | ジャージーショア・ブルークロウズ Jersey Shore BlueClaws  | フィラデルフィア・フィリーズ | 2001年 | 2021年 | ニュージャージー州オーシャン郡レイクウッド ファーストエナジー・パーク                           |
| 北地区 | ウィルミントン・ブルーロックス Wilmington Blue Rocks     | ワシントン・ナショナルズ     | 1993年 | 2021年 | デラウェア州ニューキャッスル郡ウィルミントン ダニエル・S・フローリー・スタジアム                |
| 南地区 | アッシュビル・ツーリスツ Asheville Tourists              | ヒューストン・アストロズ     | 1897年 | 2021年 | ノースカロライナ州バンコム郡アシュビル マコーミック・フィールド                                 |
| 南地区 | ボーリンググリーン・ホットロッズ Bowling Green Hot Rods  | タンパベイ・レイズ           | 2009年 | 2021年 | ケンタッキー州ウォーレン郡ボーリンググリーン ボーリンググリーン・ボールパーク                   |
| 南地区 | グリーンズボロ・グラスホッパーズ Greensboro Grasshoppers | ピッツバーグ・パイレーツ     | 1979年 | 2021年 | ノースカロライナ州ギルフォード郡グリーンズボロ ファースト・ナショナル・バンク・フィールド       |
| 南地区 | グリーンビル・ドライブ Greenville Drive                  | ボストン・レッドソックス     | 1993年 | 2021年 | サウスカロライナ州グリーンビル郡グリーンビル フルーアー・フィールド・アット・ザ・ウエストエンド |
| 南地区 | ヒッコリー・クロウダッズ Hickory Crawdads                | テキサス・レンジャーズ       | 1993年 | 2021年 | ノースカロライナ州バーク郡ヒッコリー L・P・フランズ・スタジアム                                 |
| 南地区 | ローム・ブレーブス Rome Braves                           | アトランタ・ブレーブス       | 2003年 | 2021年 | ジョージア州フロイド郡ローム ステート・ミューチュアル・スタジアム                               |
| 南地区 | ウィンストン・セーラム・ダッシュ Winston-Salem Dash      | シカゴ・ホワイトソックス     | 1945年 | 2021年 | ノースカロライナ州フォーサイス郡ウィンストン・セーラム トゥルーイスト・スタジアム               |